# جرد قلراخ
جرد قلراخ هو تل، أو تلة استيطانية أثرية، في سهل شهرزور في كردستان العراق. تغطي الموقع الأثري مساحة 3 هكتارات وفقًا للحفارات؛ بينما أشارت دراسة جيومغناطيسية إلى حجم 15 هكتارًا. بارتفاع 26 مترًا، تم وصف جرد قلراخ بأنه أحد أعلى التلال في سهل شهرزور. تم إجراء حفريات في الأعوام 2016 و2017 و2019 من قبل فريق من جامعة غوته فرانكفورت. أظهرت هذه الأبحاث أن الموقع كان مأهولًا بشكل شبه مستمر منذ الألفية الثالثة قبل الميلاد وحتى الفترة الإسلامية. تشمل الاكتشافات المهمة جدارًا كبيرًا مبنيًا من الحجر من الفترة الآشورية الجديدة، ونولًا محفوظًا جيدًا من الفترة الساسانية. مع العديد من الأختام التي تم اكتشافها، يشير هذا إلى أن إنتاج النسيج قد يكون له أهمية في جرد قلراخ خلال هذه الفترة.

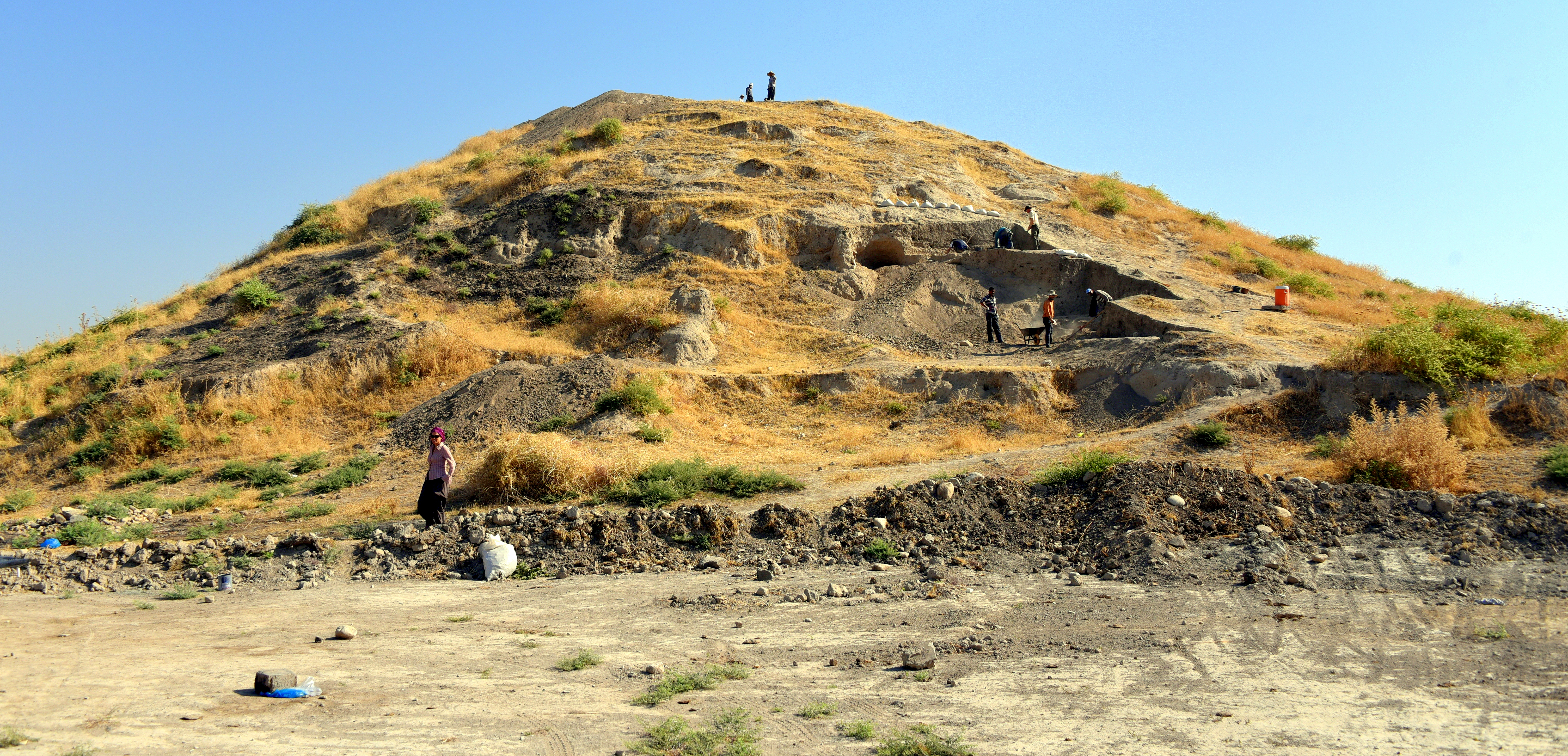
جرد كلراخ 11 سبتمبر 2016
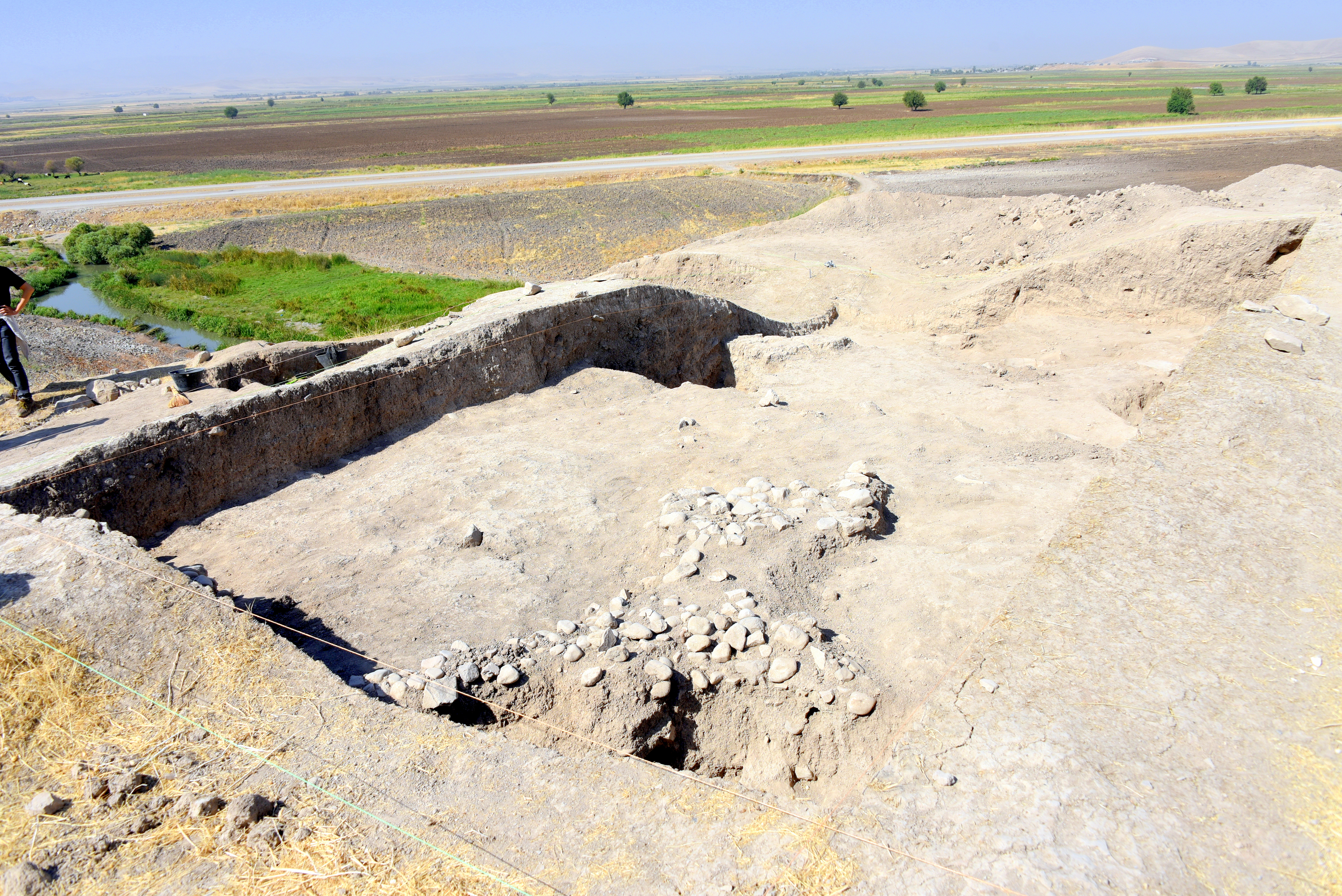
حفريات في جرد قلراخ. يظهر سهل شهرزور في الخلف
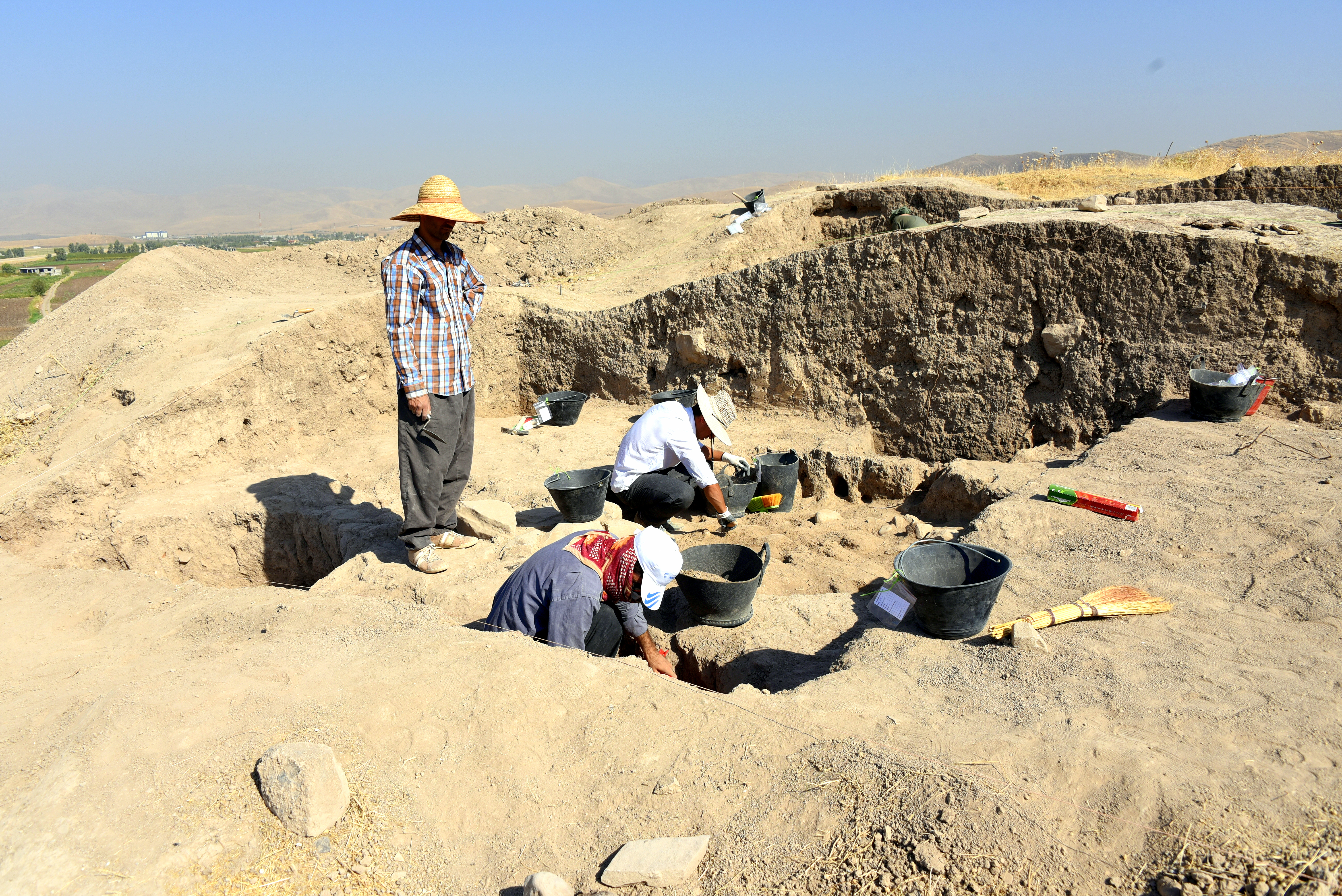
حفريات في جرد قلراخ